# Astifino
Astifino se denomina el toro de astas delgadas, finas y lustrosas o pulimentadas (relucientes) pues en general el asta del toro bravo es gruesa y pocas veces es limpia o brillante. Esta variedad de cornamenta se puede ver alterada en el toro con cualquiera de las otras formas de astas que pueden darse, por ejemplo podría darse la combinación «astifino-veleto».

A este tipo de toros se los conoce también como cornidelgado y astiagudo, términos poco utilizados según indica Luis Nieto Manjón:
«Astiagudo. El toro cuyos pitones son muy finos. Es término poco utilizado...»

## Definición de la RAE
El término Astifino es acuñado por la Real Academia Española como dicho de un toro: de astas delgadas y finas. Se trata de un adjetivo de palabras compuestas y por tanto poseen más de un lexema, en él interviene un sustantivo: asta,  que sufre una transformación fonológica: asti- al que se le une un adjetivo: -fino. La Real Academia Española define: «asta: cuerno, prolongación ósea cubierta por una capa epidérmica o por una vaina dura y consistente, que tienen algunos animales en la región frontal.» A la vez que define: «fino: delgado, de poco espesor.» 

## Definición especializada
El toro astifino presenta las astas delgadas en su base a diferencia del toro bien presentado en el que las astas siguen una dirección lateral primero, después deben ir hacia delante y al final deben apuntar hacia arriba como norma general, siendo fuertes, bien pulidas y de color oscuro. Las astas del astifino continúan siendo finas en todo el desarrollo de las mismas para rematar afiladas.

En cuanto al aspecto pulido o lustroso de las astas del toro astifino J. Sánchez de Neira indica lo poco habitual de este aspecto:
«...pudiera llamarse pulimentadas; porque, generalmente, el cuerno es grueso, pocas veces es limpio o brillante.»
En la edición original de 1879 J. Sánchez Neira comenta igualmente el aspecto del cuerno grueso diferente al del astifino por presentarse este último pulimentado, aporta además que se considera astifino el toro con independencia de la clasificación  según la inserción y la posición de las astas:
«El toro que tiene las astas delgadas y finas; es decir, lo que pudiera llamarse pulimentadas; porque generalmente el cuerno que es grueso pocas veces es limpio ó brillante. Para esta calificación no hay que atender al modo con que estén colocados los cuernos, altos, bajos, bizcos, gachos, etc.» 

Esta variedad de cornamenta puede alternarse con cualquiera de las demás variantes en las que se clasifican las astas de los toros. Un ejemplo sería el astifino y veleto mencionado por José María Vallejo en la publicación El Ruedo:
«El tercero, de Guardiola, se llamaba "Antiguo", era negro, grande, astifino, veleto, se colaba por el derecho.»

## Encastes
Encastes con toros astifinos:
- Atanasio Fernández
- Encaste Conde de la corte
- Encaste Juan Pedro Domeq
- Encaste Núñez
- Encaste Vega Villar
- Encaste Villamarta